# 野々宮蘭
野々宮 蘭（ののみや らん、12月3日）は、日本のAV女優。クローネ所属。

## 略歴・人物
趣味:音楽鑑賞(主にヘヴィメタル、ハードロックを好む)特技:笑顔。

## 出演作品

### アダルトDVD
- 愛する夫はアメリカ人、バイリンガルな国際結婚ワイフ。（4月25日、SODクリエイト）
- 愛する夫はアメリカ人、バイリンガルな国際結婚ワイフ。 野々宮蘭 31歳 第2章 「硬くて大きいチ○ポでいっぱいイカされたい…」異国の旦那とはまるで違う日本人のかた～いデカチ○ポで何度も何度も痙攣絶頂SEX（5月23日、SODクリエイト）
- 愛する夫はアメリカ人、バイリンガルな国際結婚ワイフ。 野々宮蘭 31歳 最終章 「今日シたら、子どもできちゃいます…」妊活中人妻の子宮めがけて6発精子注入 精子を溜め込んだパッツパツ勃起チ○ポで排卵日に着床確実中出しSEX（6月20日、SODクリエイト）

- 媚薬に悶えるヌードデッサンモデル（1月23日、ROCKET）
- 第5回ママフェラ選手権（3月19日、ROCKET）
- 巨乳女教師レズバトル（5月8日、ROCKET）

- 闇マッサージサロンの罠に堕ちた主婦 睡眠薬を盛られて昏●中に中出しされ、覚醒後は媚薬オイル施術を施されドM輪●でイキ狂う人妻の子宮（1月1日、熟女塾/エマニエル）
- 妊娠させてもいい人妻！ この巨乳＆豊満な人妻は、息子をイジめる男たちの中出し便器に「性欲に負けたママを許して…」（8月7日、新セカイ/妄想族）
- 爆乳女医のセックスカウンセリング 夜のお悩み専門診療 野々宮蘭（12月20日、STAR PARADISE）

- 輪●レ●プ映像 ノーカット無編集・婦女強●犯罪記録 クロロホルムとスタンガンで昏●、媚薬で淫情狂乱 マワされ続け全身マ●コになった清楚美人妻は開きまくった子宮の奥へ大量の精液を注がれ種付け孕ませ言いなり肉便器となった… （6月7日、熟女塾/エマニエル）